# Új Apostoli Egyház
Az Új Apostoli Egyház a németországi Katolikus Apostoli Egyházból eredő millenarista keresztény felekezet.

## Történet
1860-ban Heinrich Geyert (1818–1896) és Friedrich Wilhelm Schwartzot (1815–1895) kizárták a Katolikus Apostoli Egyházból, mert hat új „apostolt” (lelki vezetőt) akartak kinevezni a már elhunytak helyére. 
A csoport 1863-ban elvált a Katolikus Apostoli Egyháztól; ez volt az ún. „hamburgi szakadás”.
1865-ben megalapították az Egyetemes Keresztény Apostoli Missziót, amely Geyer és Schwartz nézeteltérése után két csoportra szakadt. Geyer csoportja azonban a halála után rövidesen megszűnt.
Schwartz halála után Fritz Krebs-t (1832-1905) a többi apostol „főapostolnak” ismerte el, aki létrehozta az egyház jelenlegi struktúráját.
1900-ban az „apostolok” már Észak- és Dél-Amerikában, Afrikában, Ausztráliában és Indonéziában is tevékenykedtek.
1930-ban felvették az Új Apostoli Egyház nevet. A 20. században az egyház különösen Afrikában és Ázsiában terjedt. 1990-ben megalakult a svájci Zürichben székelő Nemzetközi Új Apostoli Egyház.
2012-ben az egyház kiadta a saját katekizmusát. Számos ökumenikus testületben képviselteti magát szerte a világon.

## Jellemzők
Az egyházuk zömmel kiiktatta a katolikus vonásokat; tanaik, istentiszteletük és liturgiájuk a protestánshoz áll közel, míg hierarchiájuk és szervezetük a római katolikus egyházéhoz hasonlítható. Az Új Apostoli Egyház azonban sem nem protestáns, sem nem katolikus.
Sajátsága a megpecsételés kézrátétellel kiszolgáltatott szentsége, amely a Szentlélek adományát közvetíti, és a keresztség kiszolgáltatása a gyülekezet elhunytjainak is. Egyik fontos jellemzőjük Krisztus közeli visszajövetelének várása.
Az egyház az óegyház újjáalakult folytatásának tekinti magát, és vezetőit az ókori tizenkét apostol utódainak tekintik. 
Élükön áll az ősapostol, akit Krisztus helytartójának tekintenek.

## Elterjedésük

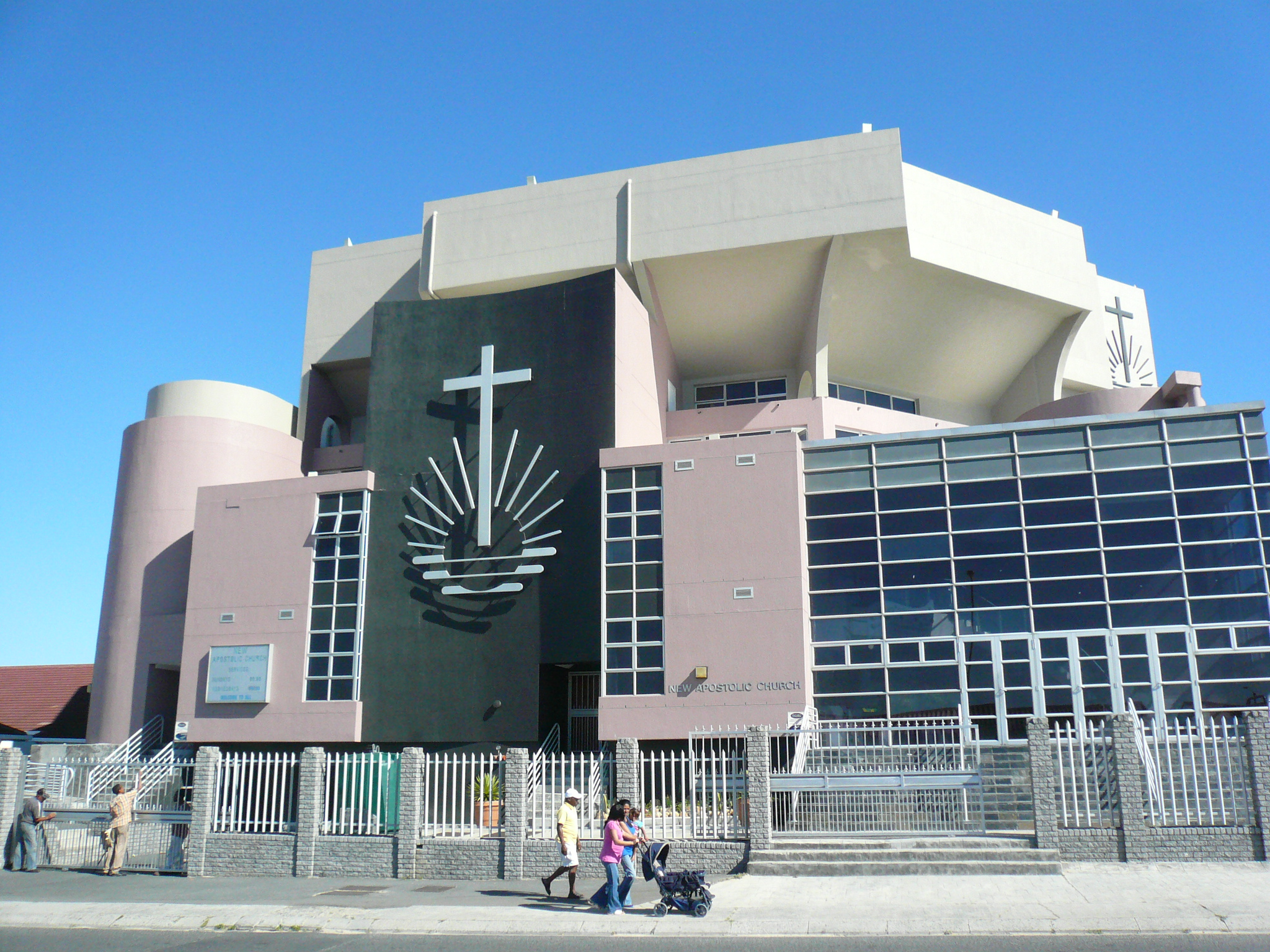
Templomuk a dél-afrikai Fokvárosban

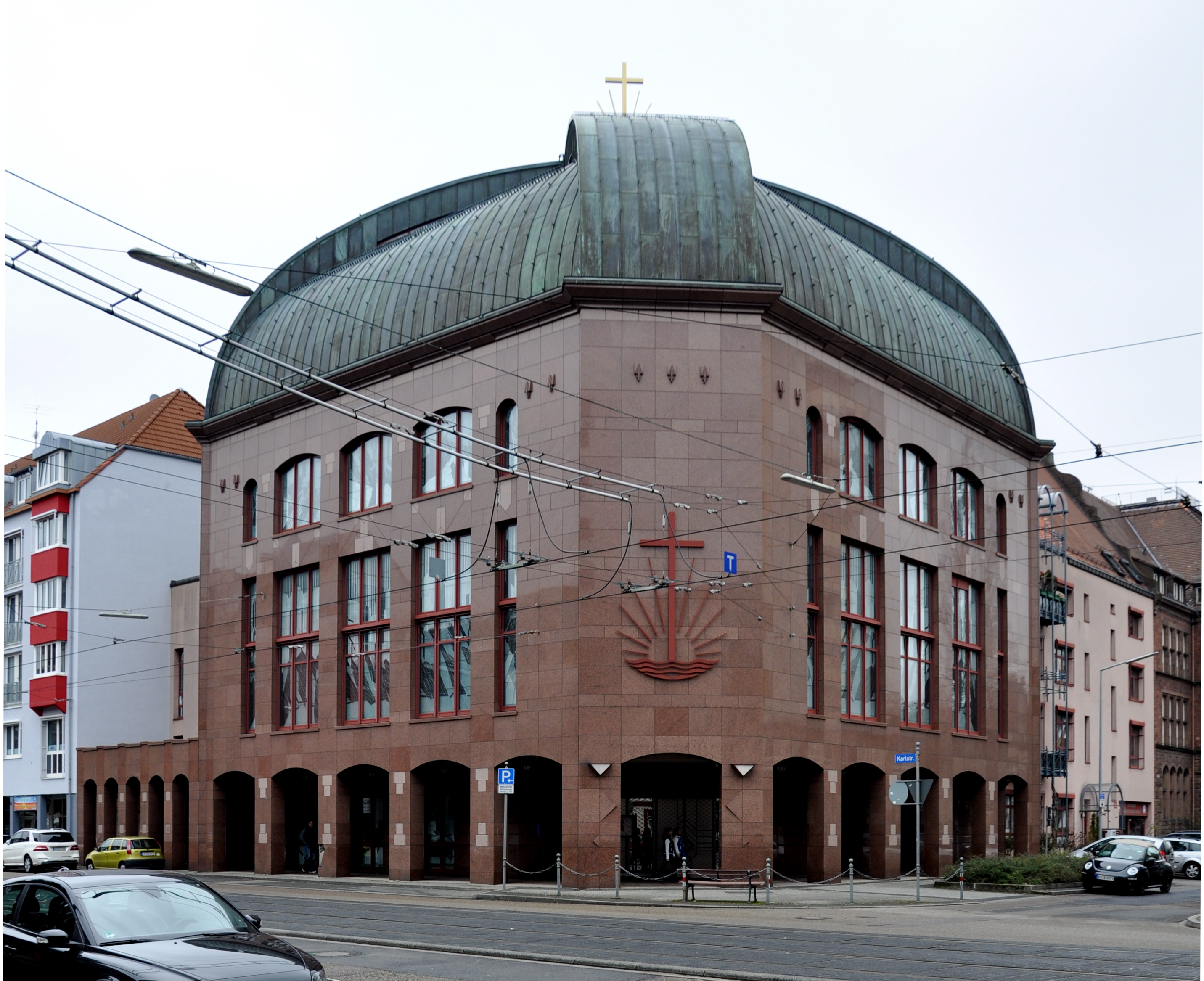
Templomuk a németországi Karlsruheban

2022 végén mintegy 9,4 millió hívőt számláló egyházat alkotnak, melyből Németországban mintegy 307 ezren vannak.
Legtöbb hívük (2023-ban kb. 86 %-uk) Afrikában él, több mint 7,5 millió hívő, ennek java része a Kongói Demokratikus Köztársaságban, továbbá Zambiában.
2019-es januári adatok alapján az egyház adatai:
| Kontinens             | Hívők száma | Közösségek száma | Tisztségviselők száma |
| --------------------- | ----------- | ---------------- | --------------------- |
| Afrika                | 7 761 817   | 49 959           | 210 257               |
| Ázsia                 | 585 334     | 3 662            | 6 848                 |
| Európa                | 470 174     | 2 584            | 18 882                |
| Észak- és Dél-Amerika | 232 465     | 1 496            | 7 499                 |
| Ausztrália és Óceánia | 132 087     | 827              | 6 213                 |

### Magyarországon
Magyarországon 1872 óta működnek. 2020 táján tíz gyülekezetet és 430 hívet számlálnak. Szervezetük a Magyarországi Új Apostoli Egyház.